# Oscillation

Ett odämpat fjäder-massa-system

Oscillation, rörelse- eller signalvariationer, exempelvis en rörelse eller vibration som varierar kring ett jämviktsläge. En vikt som hänger i en lina (pendel) som flyttas från sitt jämviktläge pendlar i en oscillerande rörelse. En växelström varierar med avseende på strömriktningen
Oscillationer kan vara ordnade eller slumpvisa. Vissa ordnade oscillationer kan vara periodiska med periodtiden T, det vill säga det tidsintervall med vilket variationen (oscillationen) repeteras. Man kan utvidga begreppet och tolka alla ordnade rörelser som periodiska med oändligt lång periodtid (se Fourieranalys).
Periodiska signaler analyseras företrädesvis med Fourieranalys, vilket ger information om signalens frekvenskomponenter. En sinusoidal oscillation kännetecknas inom mekaniken som en enkel harmonisk rörelse.
De typer av oscillation som oftast betraktas i fysiken är vibration, elektriska svängningskretsar, kvantmekaniska partiklar och vågrörelser.